# Torneo Transición de la Primera B de Chile 2013
El Campeonato Nacional Petrobras de Transición de Primera B del Fútbol Profesional 2013 o simplemente Torneo de Transición Primera B 2013 fue el primer torneo de la temporada 2013 de la Primera B del fútbol chileno y que lo organizó la Asociación Nacional de Fútbol Profesional de Chile (ANFP). Comenzó el 9 de febrero y finalizó el 2 de junio. El carácter de transición, será para luego en el segundo semestre, dar paso al nuevo torneo el cual adoptará el calendario europeo (al igual que en Primera División), iniciando con la temporada 2013-14 por primera ocasión en el fútbol chileno.
Con respecto al torneo anterior, se sumaron los equipos de: Deportes La Serena (que regresó a la Primera B tras 9 temporadas en la Primera División, y haber sido semifinalista del Torneo de Clausura 2009); Unión San Felipe (que también regresó a la Primera B tras 3 temporadas en la Primera División y haber participado en la Copa Sudamericana 2010), y Universidad de Concepción (que vuelve a esta categoría tras 10 temporadas en la Primera División, con participaciones internacionales en el 2004, tanto en la Copa Libertadores de América como en la Copa Sudamericana, la obtención de una Copa Chile en el primer semestre de 2009 y un subcampeonato de Primera División en el 2007 (ante Colo-Colo en el Torneo de Clausura 2007), descendió por primera vez en su historia, tras perder la definición de la Liguilla de Promoción ante Everton). El equipo ascendido a esta división es Deportes Copiapó, equipo que regresa a esta categoría luego de un año de ausencia, luego de ganar la gran final de la eliminatoria de ascenso a Deportes Linares (por un marcador global de 4-2).
Fue además la última temporada de Unión Temuco en la categoría, ya que desde el segundo semestre Deportes Temuco ocupará su lugar tras la fusión de ambos clubes acordada en marzo del 2013.

El campeón del torneo fue Universidad de Concepción, tras ganar la final por el ascenso a Curicó Unido.

## Aspectos generales

### Modalidad
Los 14 equipos son divididos en 2 grupos, cada grupo consta de 7 equipos que se dividen por Zonas Geográficas en la que cada zona juegan la modalidad de todos contra todos haciendo un total de 7 fechas por rueda (son 14 fechas); donde los 2 primeros de cada grupo, pasarán a la fase de Playoffs por el ascenso en el que los 2 primeros lugares de esa fase, jugarán la Semifinal y posteriormente la Final.
El equipo que gane esta final se proclamará campeón de este Torneo y ascenderá a la Primera División 2013-14, y al equipo que pierda esta final (aparte de ser subcampeón) jugará la Liguilla de Promoción contra el equipo que termine penúltimo en la Tabla de Descenso de la Primera División 2013.
El equipo que termine último en la Tabla de Descenso de este Torneo, jugará la Liguilla de Promoción contra el equipo que se corone campeón de la Segunda División 2013.

## Ascensos y descensos
| Pos | a Primera División 2013         |
| --- | ------------------------------- |
| 1º  | San Marcos de Arica             |
| 3°  | Ñublense                        |
| 4°  | Everton (Liguilla de promoción) |

| Pos | a Primera B 2013                                  |
| --- | ------------------------------------------------- |
| 15º | Universidad de Concepción (Liguilla de promoción) |
| 17º | Unión San Felipe                                  |
| 18º | Deportes La Serena                                |

| Pos | a Primera B 2013                          |
| --- | ----------------------------------------- |
| 3°  | Deportes Copiapó (Ganador Liguilla final) |

| Pos | a Segunda División 2013 |
| --- | ----------------------- |
| 14º | Deportes Puerto Montt   |

## Equipos participantes torneo 2013
|                                              | Barnechea                 | Bandera de Chile     | Hugo Vilches     |  | Santiago (Lo Barnechea) | Municipal de Lo Barnechea     | 5.000  | Bandera de Inglaterra | Mitre                 | Bandera de Chile | Inmobiliaria Aconcagua |
|                                              | Coquimbo Unido            | Bandera de Chile     | Luis Musrri      |  | Coquimbo                | Francisco Sánchez Rumoroso    | 18.750 | Bandera de Alemania   | Uhlsport              | Bandera de Chile | TPC                    |
|                                              | Curicó Unido              | Bandera de Argentina | Pablo Abraham    |  | Curicó                  | La Granja                     | 8.000  | Bandera de Brasil     | Dalponte              | Bandera de Chile | Multihogar             |
|                                              | Deportes Concepción       | Bandera de Chile     | Víctor Merello   |  | Concepción              | Municipal Ester Roa Rebolledo | 29.000 | Bandera de Brasil     | Penalty               | Bandera de Chile | PF                     |
|                                              | Deportes Copiapó          | Bandera de Chile     | Rubén Sánchez    |  | Copiapó                 | Luis Valenzuela Hermosilla    | 8.000  | Bandera de Chile      | Romma                 | Bandera de Chile | Minera Barrick         |
|                                              | Deportes La Serena        | Bandera de Chile     | Christián Muñoz  |  | La Serena               | Francisco Sánchez Rumoroso    | 18.750 | Bandera de Brasil     | Penalty               |                  |                        |
|                                              | Lota Schwager             | Bandera de Chile     | Héctor Balocchi  |  | Coronel                 | Federico Schwager             | 5.731  | Bandera de Chile      | Training Professional | Bandera de Chile | IST                    |
|                                              | Magallanes                | Bandera de Chile     | Osvaldo Hurtado  |  | Santiago (Maipú)        | Santiago Bueras de Maipú      | 4.000  | Bandera de Brasil     | Dalponte              | Bandera de Chile | Besalco                |
|                                              | Naval                     | Bandera de Chile     | Marcelo Miranda  |  | Talcahuano              | El Morro                      | 7.142  | Bandera de Italia     | Erreà Sports          | Bandera de Chile | VTR.com                |
|                                              | San Luis                  | Bandera de Chile     | Miguel Ponce     |  | Quillota                | Lucio Fariña Fernández        | 7.680  | Bandera de Chile      | Training Professional | Bandera de Chile | PF                     |
|                                              | Santiago Morning          | Bandera de Argentina | Mauricio Giganti |  | Santiago (Maipú)        | Santiago Bueras de Maipú      | 4.000  | Bandera de Chile      | Training Professional | Bandera de Chile | FINASUR                |
|                                              | Unión San Felipe          | Bandera de Chile     | Jorge Miranda    |  | San Felipe              | Municipal de San Felipe       | 10.000 | Bandera de España     | Joma                  | Bandera de Chile | PF                     |
|                                              | Unión Temuco              | Bandera de Chile     | Luis Landeros    |  | Temuco                  | Germán Becker                 | 18.125 | Bandera de Chile      | M11 Sport             | Bandera de Chile | Rosen                  |
|                                              | Universidad de Concepción | Bandera de Argentina | Pablo Sánchez    |  | Concepción              | Municipal Ester Roa Rebolledo | 29.000 | Bandera de Brasil     | Penalty               | Bandera de Chile | PF                     |
| Datos actualizados al día 26 de mayo de 2013 |                           |                      |                  |  |                         |                               |        |                       |                       |                  |                        |

- El siguiente estadio será remodelado y no se podrá utilizar durante el 2013: La Portada (capacidad Ampliada a 18.500).

### Cambios de entrenadores
| Equipo              | Entrenadores               | Fecha | Fecha              |
| ------------------- | -------------------------- | ----- | ------------------ |
| Deportes Concepción | Roberto Mariani            | 1º    | 9º                 |
| Deportes Concepción | Víctor Merello             | 10º   | Fin del Campeonato |
| Deportes Copiapó    | Gerardo Silva              | 1º    | 8º                 |
| Deportes Copiapó    | Rubén Sánchez (interino)   | 9º    | Fin del Campeonato |
| Deportes La Serena  | Gonzalo Benavente          | 1º    | 7º                 |
| Deportes La Serena  | Christián Muñoz            | 8º    | Fin del Campeonato |
| Lota Schwager       | Nelson Cossio              | 1º    | 8º                 |
| Lota Schwager       | Héctor Balocchi (interino) | 9º    | Fin del Campeonato |
| Unión San Felipe    | Nelson Soto                | 1º    | 11º                |
| Unión San Felipe    | Jorge Miranda (interino)   | 12º   | Fin del Campeonato |
| Unión Temuco        | Hernán Lisi                | 1º    | 5º                 |
| Unión Temuco        | Luis Landeros (interino)   | 6º    | Fin del Campeonato |

## Equipos porregión
| Región        | Equipos                                                                   |
| ------------- | ------------------------------------------------------------------------- |
| Biobío        | - Deportes Concepción - Lota Schwager - Naval - Universidad de Concepción |
| Metropolitana | - Barnechea - Magallanes - Santiago Morning                               |
| Coquimbo      | - Coquimbo Unido - Deportes La Serena                                     |
| Valparaíso    | - San Luis - Unión San Felipe                                             |
| Atacama       | - Deportes Copiapó                                                        |
| Maule         | - Curicó Unido                                                            |
| Araucanía     | - Unión Temuco                                                            |

| Zona Norte |
| - Deportes Copiapó - Coquimbo Unido - Deportes La Serena - San Luis - Unión San Felipe - Magallanes - Santiago Morning |
| --- |

| Zona Sur |
| - Barnechea - Curicó Unido - Deportes Concepción - Universidad de Concepción - Naval - Lota Schwager - Unión Temuco |
| --- |

| Deportes Copiapó Deportes La Serena Coquimbo Unido San Luis Unión San Felipe Curicó Unido Naval Deportes Concepción U. de Concepción Lota Schwager Unión Temuco |

| Barnechea Magallanes Santiago Morning |

| Deportes Copiapó Deportes La Serena Coquimbo Unido San Luis Unión San Felipe Curicó Unido Naval Deportes Concepción U. de Concepción Lota Schwager Unión Temuco |

| Barnechea Magallanes Santiago Morning |

## Tabla de posiciones
Fecha de actualización: 12 de mayo de 2013

### Zona Norte
| Pos. | Equipos            | Pts. | PJ | PG | PE | PP | GF | GC | Dif. |
| ---- | ------------------ | ---- | -- | -- | -- | -- | -- | -- | ---- |
| 1.   | Coquimbo Unido     | 22   | 12 | 6  | 4  | 2  | 20 | 11 | 9    |
| 2.   | Magallanes         | 21   | 12 | 6  | 3  | 3  | 21 | 18 | 3    |
| 3.   | Santiago Morning   | 21   | 12 | 5  | 6  | 1  | 17 | 10 | 7    |
| 4.   | Unión San Felipe   | 16   | 12 | 4  | 4  | 4  | 11 | 16 | -5   |
| 5.   | Deportes La Serena | 12   | 12 | 3  | 3  | 6  | 11 | 15 | -4   |
| 6.   | Deportes Copiapó   | 12   | 12 | 3  | 3  | 6  | 12 | 17 | -5   |
| 7.   | San Luis           | 10   | 12 | 3  | 1  | 8  | 14 | 19 | -5   |

### Zona Sur
| Pos. | Equipos             | Pts. | PJ | PG | PE | PP | GF | GC | Dif. |
| ---- | ------------------- | ---- | -- | -- | -- | -- | -- | -- | ---- |
| 1.   | Curicó Unido        | 23   | 12 | 6  | 5  | 1  | 17 | 9  | 8    |
| 2.   | U. de Concepción    | 22   | 12 | 6  | 4  | 2  | 15 | 4  | 11   |
| 3.   | Naval               | 18   | 12 | 5  | 3  | 4  | 14 | 14 | 0    |
| 4.   | Deportes Concepción | 17   | 12 | 4  | 5  | 3  | 14 | 14 | 0    |
| 5.   | Unión Temuco        | 14   | 12 | 4  | 2  | 6  | 16 | 22 | -6   |
| 6.   | Barnechea           | 12   | 12 | 3  | 3  | 6  | 15 | 21 | -6   |
| 7.   | Lota Schwager       | 8    | 12 | 2  | 2  | 8  | 9  | 16 | -7   |

|  |                                                                       |
|  | Clasificados a Playoffs por el ascenso a la Primera División 2013-14. |

Fuente: Estadísticas del Torneo Transición Primera B 2013

## Evolución de la clasificación

### Zona Norte
| Equipo / Fecha     | 01 | 02 | 03 | 04 | 05 | 06 | 07 | 08 | 09 | 10 | 11 | 12 | 13 | 14 |
| ------------------ | -- | -- | -- | -- | -- | -- | -- | -- | -- | -- | -- | -- | -- | -- |
| Coquimbo Unido     | 1  | 1  | 1  | 1  | 1  | 1  | 1  | 1  | 1  | 2  | 1  | 1  | 1  | 1  |
| Deportes Copiapó   | 3  | 2  | 3  | 4  | 3  | 4  | 6  | 6  | 7  | 7  | 7  | 7  | 5  | 6  |
| Deportes La Serena | 5  | 6  | 5  | 7  | 7  | 7  | 7  | 7  | 6  | 6  | 6  | 6  | 7  | 5  |
| Magallanes         | 2  | 4  | 2  | 3  | 3  | 2  | 3  | 2  | 2  | 1  | 2  | 2  | 2  | 2  |
| San Luis           | 6  | 5  | 6  | 5  | 5  | 6  | 5  | 3  | 4  | 4  | 5  | 5  | 6  | 7  |
| Santiago Morning   | 4  | 3  | 4  | 2  | 2  | 3  | 4  | 5  | 3  | 3  | 3  | 3  | 3  | 3  |
| Unión San Felipe   | 7  | 7  | 7  | 6  | 6  | 5  | 2  | 4  | 5  | 5  | 4  | 4  | 4  | 4  |

### Zona Sur
| Equipo / Fecha            | 01 | 02 | 03 | 04 | 05 | 06 | 07 | 08 | 09 | 10 | 11 | 12 | 13 | 14 |
| ------------------------- | -- | -- | -- | -- | -- | -- | -- | -- | -- | -- | -- | -- | -- | -- |
| Barnechea                 | 5  | 5  | 5  | 6  | 5  | 5  | 5  | 5  | 4  | 5  | 5  | 6  | 6  | 6  |
| Curicó Unido              | 2  | 1  | 1  | 1  | 1  | 2  | 2  | 2  | 2  | 2  | 1  | 1  | 1  | 1  |
| Deportes Concepción       | 4  | 4  | 4  | 4  | 3  | 3  | 4  | 4  | 5  | 4  | 4  | 4  | 4  | 4  |
| Lota Schwager             | 6  | 6  | 6  | 5  | 6  | 7  | 7  | 7  | 7  | 7  | 7  | 7  | 7  | 7  |
| Naval                     | 3  | 2  | 2  | 2  | 2  | 1  | 1  | 1  | 1  | 1  | 2  | 3  | 3  | 3  |
| Unión Temuco              | 7  | 7  | 7  | 7  | 7  | 6  | 6  | 6  | 6  | 6  | 6  | 5  | 5  | 5  |
| Universidad de Concepción | 1  | 3  | 3  | 3  | 4  | 4  | 3  | 3  | 3  | 3  | 3  | 2  | 2  | 2  |

Nota 1: Las 7 Fechas de la 1ª y 2ª rueda corresponden a la fase Zonal de cada Grupo (Norte y Sur).
Nota 2: No siempre los partidos de cada jornada se juegan en la fecha programada por diversos motivos. Sin embargo, la evolución de la clasificación de cada equipo se hace bajo el supuesto de que no hay aplazamiento.

## Tabla de descenso
Fecha de actualización: 12 de mayo de 2013
| Pos. | Equipos             | 2010 | 2011 | 2012 | 2013 | Pts. | PJ  | Promedio |
| ---- | ------------------- | ---- | ---- | ---- | ---- | ---- | --- | -------- |
| 1.   | U. de Concepción    | -    | -    | -    | 22   | 22   | 12  | 1,833    |
| 2.   | Barnechea           | -    | -    | 66   | 12   | 78   | 50  | 1,560    |
| 3.   | Deportes Concepción | 36   | 60   | 56   | 17   | 169  | 112 | 1,508    |
| 4.   | Naval               | 29   | 62   | 51   | 18   | 160  | 112 | 1,428    |
| 5.   | Unión Temuco        | 41   | 51   | 49   | 14   | 155  | 112 | 1,383    |
| 6.   | Unión San Felipe    | -    | -    | -    | 16   | 16   | 12  | 1,333    |
| 7.   | Coquimbo Unido      | 26   | 51   | 50   | 22   | 149  | 112 | 1,330    |
| 8.   | Santiago Morning    | -    | -    | 45   | 21   | 66   | 50  | 1,320    |
| 9.   | San Luis            | -    | 54   | 52   | 10   | 116  | 88  | 1,318    |
| 10.  | Curicó Unido        | 33   | 41   | 41   | 23   | 138  | 112 | 1,232    |
| 11.  | Magallanes          | -    | 40   | 45   | 21   | 106  | 88  | 1,204    |
| 12.  | Lota Schwager       | 34   | 49   | 41   | 8    | 132  | 112 | 1,178    |
| 13.  | Deportes La Serena  | -    | -    | -    | 12   | 12   | 12  | 1,000    |
| 14.  | Deportes Copiapó    | 18   | D    | -    | 12   | 30   | 36  | 0,833    |

|  |                                                                                             |
|  | Jugará una Liguilla de Promoción contra el campeón de la Segunda División Profesional 2013. |

Fuente: Coeficiente de Rendimiento
- En el año 2010 solo se cuentan los puntos obtenidos en la Fase Zonal.

## Resultados

### Primera rueda
| Fecha 1                    | Fecha 1                    | Fecha 1                                                                                                 | Fecha 1                    | Fecha 1                    | Fecha 1                        | Fecha 1                    | Fecha 1                    | Fecha 1                    | Fecha 1 | Fecha 1 | Fecha 1 |
|                            | Local                      | Resultado                                                                                               | Visitante                  |                            | Estadio                        | Árbitro                    | Fecha                      | Hora                       | Zona    | TV      |         |
| -------------------------- | -------------------------- | --- | -------------------------- | -------------------------- | ------------------------------ | -------------------------- | -------------------------- | -------------------------- | ------- | ------- | ------- |
|                            | Unión Temuco               | 0 - 2 (enlace roto disponible en Internet Archive; véase el historial, la primera versión y la última). | U. de Concepción           |                            | Bicentenario Germán Becker     | Christian Rojas            | 9 de febrero               | 19:00                      | Sur     |         |         |
|                            | Coquimbo Unido             | 3 - 1 (enlace roto disponible en Internet Archive; véase el historial, la primera versión y la última). | Unión San Felipe           |                            | Bicentenario Francisco Sánchez | Angelo Hermosilla          | 9 de febrero               | 21:00                      | Norte   |         |         |
|                            | Magallanes                 | 3 - 2 (enlace roto disponible en Internet Archive; véase el historial, la primera versión y la última). | Deportes La Serena         |                            | Santiago Bueras                | Héctor Arcos               | 10 de febrero              | 17:00                      | Norte   |         |         |
|                            | Lota Schwager              | 0 - 1 (enlace roto disponible en Internet Archive; véase el historial, la primera versión y la última). | Naval                      |                            | Municipal Ester Roa            | Cristián Droguett          | 10 de febrero              | 17:00                      | Sur     |         |         |
|                            | San Luis                   | 0 - 1 (enlace roto disponible en Internet Archive; véase el historial, la primera versión y la última). | Deportes Copiapó           |                            | Bicentenario Lucio Fariña      | Nicolás Muñoz              | 10 de febrero              | 17:00                      | Norte   |         |         |
|                            | Barnechea                  | 1 - 2 (enlace roto disponible en Internet Archive; véase el historial, la primera versión y la última). | Curicó Unido               |                            | San Carlos de Apoquindo        | Francisco Caamaño          | 11 de febrero              | 20:00                      | Sur     |         |         |
| Libre: Santiago Morning    | Libre: Santiago Morning    | Libre: Santiago Morning                                                                                 | Libre: Santiago Morning    | Libre: Santiago Morning    | Libre: Santiago Morning        | Libre: Santiago Morning    | Libre: Santiago Morning    | Libre: Santiago Morning    | Norte   |         |         |
| Libre: Deportes Concepción | Libre: Deportes Concepción | Libre: Deportes Concepción                                                                              | Libre: Deportes Concepción | Libre: Deportes Concepción | Libre: Deportes Concepción     | Libre: Deportes Concepción | Libre: Deportes Concepción | Libre: Deportes Concepción | Sur     |         |         |

| Fecha 2                 | Fecha 2                 | Fecha 2                                                                                                 | Fecha 2                 | Fecha 2                 | Fecha 2                      | Fecha 2                 | Fecha 2                 | Fecha 2                 | Fecha 2 | Fecha 2 | Fecha 2 |
|                         | Local                   | Resultado                                                                                               | Visitante               |                         | Estadio                      | Árbitro                 | Fecha                   | Hora                    | Zona    | TV      |         |
| ----------------------- | ----------------------- | --- | ----------------------- | ----------------------- | ---------------------------- | ----------------------- | ----------------------- | ----------------------- | ------- | ------- | ------- |
|                         | Deportes La Serena      | 0 - 1 (enlace roto disponible en Internet Archive; véase el historial, la primera versión y la última). | Coquimbo Unido          |                         | La Portada                   | Franco Arrué            | 16 de febrero           | 17:30                   | Norte   |         |         |
|                         | Naval                   | 1 - 0 (enlace roto disponible en Internet Archive; véase el historial, la primera versión y la última). | Unión Temuco            |                         | Ramón Unzaga                 | Piero Maza              | 16 de febrero           | 17:30                   | Sur     |         |         |
|                         | Unión San Felipe        | 0 - 2 (enlace roto disponible en Internet Archive; véase el historial, la primera versión y la última). | Santiago Morning        |                         | Municipal de San Felipe      | Cesar Deischler         | 16 de febrero           | 17:30                   | Norte   |         |         |
|                         | Deportes Copiapó        | 3 - 2 (enlace roto disponible en Internet Archive; véase el historial, la primera versión y la última). | Magallanes              |                         | Bicentenario Luis Valenzuela | Francisco Caamaño       | 17 de febrero           | 16:00                   | Norte   |         |         |
|                         | Deportes Concepción     | 0 - 0 (enlace roto disponible en Internet Archive; véase el historial, la primera versión y la última). | Barnechea               |                         | Municipal Ester Roa          | Marcelo González        | 17 de febrero           | 18:00                   | Sur     |         |         |
|                         | Curicó Unido            | 2 - 0 (enlace roto disponible en Internet Archive; véase el historial, la primera versión y la última). | Lota Schwager           |                         | Bicentenario La Granja       | René de la Rosa         | 18 de febrero           | 20:00                   | Sur     |         |         |
| Libre: San Luis         | Libre: San Luis         | Libre: San Luis                                                                                         | Libre: San Luis         | Libre: San Luis         | Libre: San Luis              | Libre: San Luis         | Libre: San Luis         | Libre: San Luis         | Norte   |         |         |
| Libre: U. de Concepción | Libre: U. de Concepción | Libre: U. de Concepción                                                                                 | Libre: U. de Concepción | Libre: U. de Concepción | Libre: U. de Concepción      | Libre: U. de Concepción | Libre: U. de Concepción | Libre: U. de Concepción | Sur     |         |         |

| Fecha 3                 | Fecha 3                 | Fecha 3                                                                                                 | Fecha 3                 | Fecha 3                 | Fecha 3                        | Fecha 3                 | Fecha 3                 | Fecha 3                 | Fecha 3 | Fecha 3 | Fecha 3 |
|                         | Local                   | Resultado                                                                                               | Visitante               |                         | Estadio                        | Árbitro                 | Fecha                   | Hora                    | Zona    | TV      |         |
| ----------------------- | ----------------------- | --- | ----------------------- | ----------------------- | ------------------------------ | ----------------------- | ----------------------- | ----------------------- | ------- | ------- | ------- |
|                         | Magallanes              | 2 - 1 (enlace roto disponible en Internet Archive; véase el historial, la primera versión y la última). | San Luis                |                         | Santiago Bueras                | Angelo Hermosilla       | 23 de febrero           | 17:30                   | Norte   |         |         |
|                         | Coquimbo Unido          | 3 - 2 (enlace roto disponible en Internet Archive; véase el historial, la primera versión y la última). | Deportes Copiapó        |                         | Bicentenario Francisco Sánchez | Nicolás Muñoz           | 23 de febrero           | 22:00                   | Norte   |         |         |
|                         | Santiago Morning        | 0 - 0 (enlace roto disponible en Internet Archive; véase el historial, la primera versión y la última). | Deportes La Serena      |                         | Santiago Bueras                | René de la Rosa         | 24 de febrero           | 17:30                   | Norte   |         |         |
|                         | Lota Schwager           | 0 - 1 (enlace roto disponible en Internet Archive; véase el historial, la primera versión y la última). | Deportes Concepción     |                         | Federico Schwager              | Franco Arrué            | 24 de febrero           | 17:30                   | Sur     |         |         |
|                         | Unión Temuco            | 0 - 3 (enlace roto disponible en Internet Archive; véase el historial, la primera versión y la última). | Curicó Unido            |                         | Bicentenario Germán Becker     | Cesar Deischler         | 24 de febrero           | 17:30                   | Sur     |         |         |
|                         | U. de Concepción        | 0 - 0 (enlace roto disponible en Internet Archive; véase el historial, la primera versión y la última). | Naval                   |                         | Municipal Ester Roa            | Francisco Caamaño       | 25 de febrero           | 20:00                   | Sur     |         |         |
| Libre: Unión San Felipe | Libre: Unión San Felipe | Libre: Unión San Felipe                                                                                 | Libre: Unión San Felipe | Libre: Unión San Felipe | Libre: Unión San Felipe        | Libre: Unión San Felipe | Libre: Unión San Felipe | Libre: Unión San Felipe | Norte   |         |         |
| Libre: Barnechea        | Libre: Barnechea        | Libre: Barnechea                                                                                        | Libre: Barnechea        | Libre: Barnechea        | Libre: Barnechea               | Libre: Barnechea        | Libre: Barnechea        | Libre: Barnechea        | Sur     |         |         |

| Fecha 4           | Fecha 4             | Fecha 4                                                                                                 | Fecha 4           | Fecha 4           | Fecha 4                        | Fecha 4           | Fecha 4           | Fecha 4           | Fecha 4 | Fecha 4 | Fecha 4 |
|                   | Local               | Resultado                                                                                               | Visitante         |                   | Estadio                        | Árbitro           | Fecha             | Hora              | Zona    | TV      |         |
| ----------------- | ------------------- | --- | ----------------- | ----------------- | ------------------------------ | ----------------- | ----------------- | ----------------- | ------- | ------- | ------- |
|                   | Deportes La Serena  | 0 - 1 (enlace roto disponible en Internet Archive; véase el historial, la primera versión y la última). | Unión San Felipe  |                   | Bicentenario Francisco Sánchez | Angelo Hermosilla | 2 de marzo        | 17:30             | Norte   |         |         |
|                   | San Luis            | 2 - 1 (enlace roto disponible en Internet Archive; véase el historial, la primera versión y la última). | Coquimbo Unido    |                   | Bicentenario Lucio Fariña      | Cesar Deischler   | 2 de marzo        | 20:00             | Norte   |         |         |
|                   | Deportes Copiapó    | 0 - 2 (enlace roto disponible en Internet Archive; véase el historial, la primera versión y la última). | Santiago Morning  |                   | Bicentenario Luis Valenzuela   | Franco Arrué      | 3 de marzo        | 16:00             | Norte   |         |         |
|                   | Curicó Unido        | 0 - 0 (enlace roto disponible en Internet Archive; véase el historial, la primera versión y la última). | U. de Concepción  |                   | Bicentenario La Granja         | Piero Maza        | 3 de marzo        | 18:00             | Sur     |         |         |
|                   | Deportes Concepción | 1 - 1 (enlace roto disponible en Internet Archive; véase el historial, la primera versión y la última). | Unión Temuco      |                   | Municipal Ester Roa            | Cristián Droguett | 3 de marzo        | 18:00             | Sur     |         |         |
|                   | Barnechea           | 1 - 3 (enlace roto disponible en Internet Archive; véase el historial, la primera versión y la última). | Lota Schwager     |                   | San Carlos de Apoquindo        | Héctor Arcos      | 4 de marzo        | 20:00             | Sur     |         |         |
| Libre: Magallanes | Libre: Magallanes   | Libre: Magallanes                                                                                       | Libre: Magallanes | Libre: Magallanes | Libre: Magallanes              | Libre: Magallanes | Libre: Magallanes | Libre: Magallanes | Norte   |         |         |
| Libre: Naval      | Libre: Naval        | Libre: Naval                                                                                            | Libre: Naval      | Libre: Naval      | Libre: Naval                   | Libre: Naval      | Libre: Naval      | Libre: Naval      | Sur     |         |         |

| Fecha 5                   | Fecha 5                   | Fecha 5                                                                                                 | Fecha 5                   | Fecha 5                   | Fecha 5                        | Fecha 5                   | Fecha 5                   | Fecha 5                   | Fecha 5 | Fecha 5 | Fecha 5 |
|                           | Local                     | Resultado                                                                                               | Visitante                 |                           | Estadio                        | Árbitro                   | Fecha                     | Hora                      | Zona    | TV      |         |
| ------------------------- | ------------------------- | --- | ------------------------- | ------------------------- | ------------------------------ | ------------------------- | ------------------------- | ------------------------- | ------- | ------- | ------- |
|                           | Naval                     | 2 - 1 (enlace roto disponible en Internet Archive; véase el historial, la primera versión y la última). | Curicó Unido              |                           | Ramón Unzaga                   | Marcelo González          | 9 de marzo                | 17:00                     | Sur     |         |         |
|                           | Unión San Felipe          | 0 - 0 (enlace roto disponible en Internet Archive; véase el historial, la primera versión y la última). | Deportes Copiapó          |                           | Municipal de San Felipe        | Cristián Droguett         | 9 de marzo                | 17:00                     | Norte   |         |         |
|                           | Unión Temuco              | 1 - 4 (enlace roto disponible en Internet Archive; véase el historial, la primera versión y la última). | Barnechea                 |                           | Bicentenario Germán Becker     | René de la Rosa           | 9 de marzo                | 19:00                     | Sur     |         |         |
|                           | Santiago Morning          | 1 - 1 (enlace roto disponible en Internet Archive; véase el historial, la primera versión y la última). | San Luis                  |                           | Santiago Bueras                | Piero Maza                | 10 de marzo               | 17:00                     | Norte   |         |         |
|                           | U. de Concepción          | 0 - 1 (enlace roto disponible en Internet Archive; véase el historial, la primera versión y la última). | Deportes Concepción       |                           | Municipal Ester Roa            | Angelo Hermosilla         | 10 de marzo               | 17:00                     | Sur     |         |         |
|                           | Coquimbo Unido            | 2 - 0 (enlace roto disponible en Internet Archive; véase el historial, la primera versión y la última). | Magallanes                |                           | Bicentenario Francisco Sánchez | Nicolás Muñoz             | 11 de marzo               | 20:00                     | Norte   |         |         |
| Libre: Deportes La Serena | Libre: Deportes La Serena | Libre: Deportes La Serena                                                                               | Libre: Deportes La Serena | Libre: Deportes La Serena | Libre: Deportes La Serena      | Libre: Deportes La Serena | Libre: Deportes La Serena | Libre: Deportes La Serena | Norte   |         |         |
| Libre: Lota Schwager      | Libre: Lota Schwager      | Libre: Lota Schwager                                                                                    | Libre: Lota Schwager      | Libre: Lota Schwager      | Libre: Lota Schwager           | Libre: Lota Schwager      | Libre: Lota Schwager      | Libre: Lota Schwager      | Sur     |         |         |

| Fecha 6               | Fecha 6               | Fecha 6                                                                                                 | Fecha 6               | Fecha 6               | Fecha 6                      | Fecha 6               | Fecha 6               | Fecha 6               | Fecha 6 | Fecha 6 | Fecha 6 |
|                       | Local                 | Resultado                                                                                               | Visitante             |                       | Estadio                      | Árbitro               | Fecha                 | Hora                  | Zona    | TV      |         |
| --------------------- | --------------------- | --- | --------------------- | --------------------- | ---------------------------- | --------------------- | --------------------- | --------------------- | ------- | ------- | ------- |
|                       | Barnechea             | 1 - 1 (enlace roto disponible en Internet Archive; véase el historial, la primera versión y la última). | U. de Concepción      |                       | San Carlos de Apoquindo      | Marcelo González      | 17 de marzo           | 12:00                 | Sur     |         |         |
|                       | Magallanes            | 2 - 1 (enlace roto disponible en Internet Archive; véase el historial, la primera versión y la última). | Santiago Morning      |                       | Santiago Bueras              | Cesar Deischler       | 17 de marzo           | 12:00                 | Norte   |         |         |
|                       | Deportes Copiapó      | 0 - 1 (enlace roto disponible en Internet Archive; véase el historial, la primera versión y la última). | Deportes La Serena    |                       | Bicentenario Luis Valenzuela | Piero Maza            | 17 de marzo           | 16:00                 | Norte   |         |         |
|                       | Lota Schwager         | 3 - 4 (enlace roto disponible en Internet Archive; véase el historial, la primera versión y la última). | Unión Temuco          |                       | Federico Schwager            | Francisco Caamaño     | 17 de marzo           | 16:00                 | Sur     |         |         |
|                       | San Luis              | 0 - 1 (enlace roto disponible en Internet Archive; véase el historial, la primera versión y la última). | Unión San Felipe      |                       | Bicentenario Lucio Fariña    | Héctor Arcos          | 17 de marzo           | 18:00                 | Norte   |         |         |
|                       | Deportes Concepción   | 0 - 0 (enlace roto disponible en Internet Archive; véase el historial, la primera versión y la última). | Naval                 |                       | Municipal Ester Roa          | Franco Arrué          | 17 de marzo           | 18:00                 | Sur     |         |         |
| Libre: Coquimbo Unido | Libre: Coquimbo Unido | Libre: Coquimbo Unido                                                                                   | Libre: Coquimbo Unido | Libre: Coquimbo Unido | Libre: Coquimbo Unido        | Libre: Coquimbo Unido | Libre: Coquimbo Unido | Libre: Coquimbo Unido | Norte   |         |         |
| Libre: Curicó Unido   | Libre: Curicó Unido   | Libre: Curicó Unido                                                                                     | Libre: Curicó Unido   | Libre: Curicó Unido   | Libre: Curicó Unido          | Libre: Curicó Unido   | Libre: Curicó Unido   | Libre: Curicó Unido   | Sur     |         |         |

| Fecha 7                 | Fecha 7                 | Fecha 7                                                                                                 | Fecha 7                 | Fecha 7                 | Fecha 7                        | Fecha 7                 | Fecha 7                 | Fecha 7                 | Fecha 7 | Fecha 7 | Fecha 7 |
|                         | Local                   | Resultado                                                                                               | Visitante               |                         | Estadio                        | Árbitro                 | Fecha                   | Hora                    | Zona    | TV      |         |
| ----------------------- | ----------------------- | --- | ----------------------- | ----------------------- | ------------------------------ | ----------------------- | ----------------------- | ----------------------- | ------- | ------- | ------- |
|                         | Naval                   | 2 - 1 (enlace roto disponible en Internet Archive; véase el historial, la primera versión y la última). | Barnechea               |                         | Ramón Unzaga                   | Cristián Droguett       | 23 de marzo             | 17:00                   | Sur     |         |         |
|                         | Santiago Morning        | 2 - 2 (enlace roto disponible en Internet Archive; véase el historial, la primera versión y la última). | Coquimbo Unido          |                         | Santiago Bueras                | Francisco Caamaño       | 24 de marzo             | 12:00                   | Norte   |         |         |
|                         | Deportes La Serena      | 1 - 2 (enlace roto disponible en Internet Archive; véase el historial, la primera versión y la última). | San Luis                |                         | Bicentenario Francisco Sánchez | Cesar Deischler         | 24 de marzo             | 16:00                   | Norte   |         |         |
|                         | Unión San Felipe        | 3 - 2 (enlace roto disponible en Internet Archive; véase el historial, la primera versión y la última). | Magallanes              |                         | Municipal de San Felipe        | René de la Rosa         | 24 de marzo             | 16:00                   | Norte   |         |         |
|                         | U. de Concepción        | 1 - 0 (enlace roto disponible en Internet Archive; véase el historial, la primera versión y la última). | Lota Schwager           |                         | Municipal Ester Roa            | Nicolás Muñoz           | 24 de marzo             | 16:00                   | Sur     |         |         |
|                         | Curicó Unido            | 3 - 2 (enlace roto disponible en Internet Archive; véase el historial, la primera versión y la última). | Deportes Concepción     |                         | Bicentenario La Granja         | Angelo Hermosilla       | 24 de marzo             | 18:00                   | Sur     |         |         |
| Libre: Deportes Copiapó | Libre: Deportes Copiapó | Libre: Deportes Copiapó                                                                                 | Libre: Deportes Copiapó | Libre: Deportes Copiapó | Libre: Deportes Copiapó        | Libre: Deportes Copiapó | Libre: Deportes Copiapó | Libre: Deportes Copiapó | Norte   |         |         |
| Libre: Unión Temuco     | Libre: Unión Temuco     | Libre: Unión Temuco                                                                                     | Libre: Unión Temuco     | Libre: Unión Temuco     | Libre: Unión Temuco            | Libre: Unión Temuco     | Libre: Unión Temuco     | Libre: Unión Temuco     | Sur     |         |         |

### Segunda rueda
| Fecha 8                    | Fecha 8                    | Fecha 8                                                                                                 | Fecha 8                    | Fecha 8                    | Fecha 8                        | Fecha 8                    | Fecha 8                    | Fecha 8                    | Fecha 8 | Fecha 8 | Fecha 8 |
|                            | Local                      | Resultado                                                                                               | Visitante                  |                            | Estadio                        | Árbitro                    | Fecha                      | Hora                       | Zona    | TV      |         |
| -------------------------- | -------------------------- | --- | -------------------------- | -------------------------- | ------------------------------ | -------------------------- | -------------------------- | -------------------------- | ------- | ------- | ------- |
|                            | Naval                      | 2 - 0 (enlace roto disponible en Internet Archive; véase el historial, la primera versión y la última). | Lota Schwager              |                            | Ramón Unzaga                   | Angelo Hermosilla          | 30 de marzo                | 15:30                      | Sur     |         |         |
|                            | Deportes La Serena         | 0 - 2 (enlace roto disponible en Internet Archive; véase el historial, la primera versión y la última). | Magallanes                 |                            | Bicentenario Francisco Sánchez | Héctor Arcos               | 30 de marzo                | 17:30                      | Norte   |         |         |
|                            | Curicó Unido               | 1 - 1 (enlace roto disponible en Internet Archive; véase el historial, la primera versión y la última). | Barnechea                  |                            | Bicentenario La Granja         | Piero Maza                 | 30 de marzo                | 20:00                      | Sur     |         |         |
|                            | Unión San Felipe           | 0 - 3 (enlace roto disponible en Internet Archive; véase el historial, la primera versión y la última). | Coquimbo Unido             |                            | Municipal de San Felipe        | Cristián Droguett          | 31 de marzo                | 12:00                      | Norte   |         |         |
|                            | Deportes Copiapó           | 0 - 2 (enlace roto disponible en Internet Archive; véase el historial, la primera versión y la última). | San Luis                   |                            | Bicentenario Luis Valenzuela   | Franco Arrué               | 31 de marzo                | 15:30                      | Norte   |         |         |
|                            | U. de Concepción           | 4 - 1 (enlace roto disponible en Internet Archive; véase el historial, la primera versión y la última). | Unión Temuco               |                            | Municipal Ester Roa            | René de la Rosa            | 31 de marzo                | 16:00                      | Sur     |         |         |
| Libre: Santiago Morning    | Libre: Santiago Morning    | Libre: Santiago Morning                                                                                 | Libre: Santiago Morning    | Libre: Santiago Morning    | Libre: Santiago Morning        | Libre: Santiago Morning    | Libre: Santiago Morning    | Libre: Santiago Morning    | Norte   |         |         |
| Libre: Deportes Concepción | Libre: Deportes Concepción | Libre: Deportes Concepción                                                                              | Libre: Deportes Concepción | Libre: Deportes Concepción | Libre: Deportes Concepción     | Libre: Deportes Concepción | Libre: Deportes Concepción | Libre: Deportes Concepción | Sur     |         |         |

| Fecha 9                 | Fecha 9                 | Fecha 9                                                                                                 | Fecha 9                 | Fecha 9                 | Fecha 9                        | Fecha 9                 | Fecha 9                 | Fecha 9                 | Fecha 9 | Fecha 9 | Fecha 9 |
|                         | Local                   | Resultado                                                                                               | Visitante               |                         | Estadio                        | Árbitro                 | Fecha                   | Hora                    | Zona    | TV      |         |
| ----------------------- | ----------------------- | --- | ----------------------- | ----------------------- | ------------------------------ | ----------------------- | ----------------------- | ----------------------- | ------- | ------- | ------- |
|                         | Magallanes              | 3 - 2 (enlace roto disponible en Internet Archive; véase el historial, la primera versión y la última). | Deportes Copiapó        |                         | Santiago Bueras                | Piero Maza              | 6 de abril              | 16:00                   | Norte   |         |         |
|                         | Unión Temuco            | 2 - 0 (enlace roto disponible en Internet Archive; véase el historial, la primera versión y la última). | Naval                   |                         | Bicentenario Germán Becker     | Nicolás Muñoz           | 6 de abril              | 17:00                   | Sur     |         |         |
|                         | Barnechea               | 2 - 0 (enlace roto disponible en Internet Archive; véase el historial, la primera versión y la última). | Deportes Concepción     |                         | San Carlos de Apoquindo        | Héctor Arcos            | 7 de abril              | 12:00                   | Sur     |         |         |
|                         | Santiago Morning        | 2 - 0 (enlace roto disponible en Internet Archive; véase el historial, la primera versión y la última). | Unión San Felipe        |                         | Santiago Bueras                | René de la Rosa         | 7 de abril              | 16:00                   | Norte   |         |         |
|                         | Lota Schwager           | 1 - 1 (enlace roto disponible en Internet Archive; véase el historial, la primera versión y la última). | Curicó Unido            |                         | Federico Schwager              | Cristián Droguett       | 7 de abril              | 16:00                   | Sur     |         |         |
|                         | Coquimbo Unido          | 1 - 2 (enlace roto disponible en Internet Archive; véase el historial, la primera versión y la última). | Deportes La Serena      |                         | Bicentenario Francisco Sánchez | Angelo Hermosilla       | 7 de abril              | 16:30                   | Norte   |         |         |
| Libre: San Luis         | Libre: San Luis         | Libre: San Luis                                                                                         | Libre: San Luis         | Libre: San Luis         | Libre: San Luis                | Libre: San Luis         | Libre: San Luis         | Libre: San Luis         | Norte   |         |         |
| Libre: U. de Concepción | Libre: U. de Concepción | Libre: U. de Concepción                                                                                 | Libre: U. de Concepción | Libre: U. de Concepción | Libre: U. de Concepción        | Libre: U. de Concepción | Libre: U. de Concepción | Libre: U. de Concepción | Sur     |         |         |

| Fecha 10                | Fecha 10                | Fecha 10                                                                                                | Fecha 10                  | Fecha 10                | Fecha 10                       | Fecha 10                | Fecha 10                | Fecha 10                | Fecha 10 | Fecha 10 | Fecha 10 |
|                         | Local                   | Resultado                                                                                               | Visitante                 |                         | Estadio                        | Árbitro                 | Fecha                   | Hora                    | Zona     | TV       |          |
| ----------------------- | ----------------------- | --- | ------------------------- | ----------------------- | ------------------------------ | ----------------------- | ----------------------- | ----------------------- | -------- | -------- | -------- |
|                         | Naval                   | 0 - 2 (enlace roto disponible en Internet Archive; véase el historial, la primera versión y la última). | Universidad de Concepción |                         | Ramón Unzaga                   | Francisco Caamaño       | 13 de abril             | 15:30                   | Sur      |          |          |
|                         | San Luis                | 1 - 2 (enlace roto disponible en Internet Archive; véase el historial, la primera versión y la última). | Magallanes                |                         | Bicentenario Lucio Fariña      | Nicolás Muñoz           | 13 de abril             | 19:00                   | Norte    |          |          |
|                         | Deportes Concepción     | 2 - 0 (enlace roto disponible en Internet Archive; véase el historial, la primera versión y la última). | Lota Schwager             |                         | Municipal Ester Roa            | Héctor Arcos            | 13 de abril             | 19:00                   | Sur      |          |          |
|                         | Deportes La Serena      | 1 - 1 (enlace roto disponible en Internet Archive; véase el historial, la primera versión y la última). | Santiago Morning          |                         | Bicentenario Francisco Sánchez | Piero Maza              | 14 de abril             | 12:00                   | Norte    |          |          |
|                         | Curicó Unido            | 0 - 0 (enlace roto disponible en Internet Archive; véase el historial, la primera versión y la última). | Unión Temuco              |                         | Bicentenario La Granja         | René de la Rosa         | 14 de abril             | 16:00                   | Sur      |          |          |
|                         | Deportes Copiapó        | 1 - 1 (enlace roto disponible en Internet Archive; véase el historial, la primera versión y la última). | Coquimbo Unido            |                         | Bicentenario Luis Valenzuela   | Cesar Deischler         | 14 de abril             | 16:00                   | Norte    |          |          |
| Libre: Unión San Felipe | Libre: Unión San Felipe | Libre: Unión San Felipe                                                                                 | Libre: Unión San Felipe   | Libre: Unión San Felipe | Libre: Unión San Felipe        | Libre: Unión San Felipe | Libre: Unión San Felipe | Libre: Unión San Felipe | Norte    |          |          |
| Libre: Barnechea        | Libre: Barnechea        | Libre: Barnechea                                                                                        | Libre: Barnechea          | Libre: Barnechea        | Libre: Barnechea               | Libre: Barnechea        | Libre: Barnechea        | Libre: Barnechea        | Sur      |          |          |

| Fecha 11          | Fecha 11                  | Fecha 11                                                                                                | Fecha 11            | Fecha 11          | Fecha 11                       | Fecha 11          | Fecha 11          | Fecha 11          | Fecha 11 | Fecha 11 | Fecha 11 |
|                   | Local                     | Resultado                                                                                               | Visitante           |                   | Estadio                        | Árbitro           | Fecha             | Hora              | Zona     | TV       |          |
| ----------------- | ------------------------- | --- | ------------------- | ----------------- | ------------------------------ | ----------------- | ----------------- | ----------------- | -------- | -------- | -------- |
|                   | Santiago Morning          | 1 - 0 (enlace roto disponible en Internet Archive; véase el historial, la primera versión y la última). | Deportes Copiapó    |                   | Santiago Bueras                | Marcelo González  | 20 de abril       | 16:00             | Norte    |          |          |
|                   | Unión Temuco              | 2 - 3 (enlace roto disponible en Internet Archive; véase el historial, la primera versión y la última). | Deportes Concepción |                   | Bicentenario Germán Becker     | Cristián Droguett | 20 de abril       | 17:00             | Sur      |          |          |
|                   | Coquimbo Unido            | 3 - 1 (enlace roto disponible en Internet Archive; véase el historial, la primera versión y la última). | San Luis            |                   | Bicentenario Francisco Sánchez | Francisco Caamaño | 20 de abril       | 20:00             | Norte    |          |          |
|                   | Unión San Felipe          | 1 - 1 (enlace roto disponible en Internet Archive; véase el historial, la primera versión y la última). | Deportes La Serena  |                   | Municipal de San Felipe        | Cesar Deischler   | 21 de abril       | 12:00             | Norte    |          |          |
|                   | Lota Schwager             | 2 - 0 (enlace roto disponible en Internet Archive; véase el historial, la primera versión y la última). | Barnechea           |                   | Federico Schwager              | Franco Arrué      | 21 de abril       | 15:30             | Sur      |          |          |
|                   | Universidad de Concepción | 0 - 1 (enlace roto disponible en Internet Archive; véase el historial, la primera versión y la última). | Curicó Unido        |                   | Municipal Ester Roa            | Angelo Hermosilla | 21 de abril       | 15:30             | Sur      |          |          |
| Libre: Magallanes | Libre: Magallanes         | Libre: Magallanes                                                                                       | Libre: Magallanes   | Libre: Magallanes | Libre: Magallanes              | Libre: Magallanes | Libre: Magallanes | Libre: Magallanes | Norte    |          |          |
| Libre: Naval      | Libre: Naval              | Libre: Naval                                                                                            | Libre: Naval        | Libre: Naval      | Libre: Naval                   | Libre: Naval      | Libre: Naval      | Libre: Naval      | Sur      |          |          |

| Fecha 12                  | Fecha 12                  | Fecha 12                                                                                                | Fecha 12                  | Fecha 12                  | Fecha 12                     | Fecha 12                  | Fecha 12                  | Fecha 12                  | Fecha 12 | Fecha 12 | Fecha 12 |
|                           | Local                     | Resultado                                                                                               | Visitante                 |                           | Estadio                      | Árbitro                   | Fecha                     | Hora                      | Zona     | TV       |          |
| ------------------------- | ------------------------- | --- | ------------------------- | ------------------------- | ---------------------------- | ------------------------- | ------------------------- | ------------------------- | -------- | -------- | -------- |
|                           | Magallanes                | 0 - 0 (enlace roto disponible en Internet Archive; véase el historial, la primera versión y la última). | Coquimbo Unido            |                           | Santiago Bueras              | Piero Maza                | 28 de abril               | 12:00                     | Norte    |          |          |
|                           | Deportes Copiapó          | 1 - 1 (enlace roto disponible en Internet Archive; véase el historial, la primera versión y la última). | Unión San Felipe          |                           | Bicentenario Luis Valenzuela | Angelo Hermosilla         | 28 de abril               | 12:00                     | Norte    |          |          |
|                           | San Luis                  | 2 - 3 (enlace roto disponible en Internet Archive; véase el historial, la primera versión y la última). | Santiago Morning          |                           | Bicentenario Lucio Fariña    | Nicolás Muñoz             | 28 de abril               | 12:00                     | Norte    |          |          |
|                           | Deportes Concepción       | 0 - 2 (enlace roto disponible en Internet Archive; véase el historial, la primera versión y la última). | Universidad de Concepción |                           | Municipal Ester Roa          | René de la Rosa           | 28 de abril               | 12:00                     | Sur      |          |          |
|                           | Curicó Unido              | 2 - 1 (enlace roto disponible en Internet Archive; véase el historial, la primera versión y la última). | Naval                     |                           | Bicentenario La Granja       | Cesar Deischler           | 28 de abril               | 12:00                     | Sur      |          |          |
|                           | Barnechea                 | 1 - 4 (enlace roto disponible en Internet Archive; véase el historial, la primera versión y la última). | Unión Temuco              |                           | Municipal de La Cisterna     | Francisco Caamaño         | 28 de abril               | 12:00                     | Sur      |          |          |
| Libre: Deportes La Serena | Libre: Deportes La Serena | Libre: Deportes La Serena                                                                               | Libre: Deportes La Serena | Libre: Deportes La Serena | Libre: Deportes La Serena    | Libre: Deportes La Serena | Libre: Deportes La Serena | Libre: Deportes La Serena | Norte    |          |          |
| Libre: Lota Schwager      | Libre: Lota Schwager      | Libre: Lota Schwager                                                                                    | Libre: Lota Schwager      | Libre: Lota Schwager      | Libre: Lota Schwager         | Libre: Lota Schwager      | Libre: Lota Schwager      | Libre: Lota Schwager      | Sur      |          |          |

| Fecha 13              | Fecha 13                  | Fecha 13                                                                                                | Fecha 13              | Fecha 13              | Fecha 13                       | Fecha 13              | Fecha 13              | Fecha 13              | Fecha 13 | Fecha 13 | Fecha 13 |
|                       | Local                     | Resultado                                                                                               | Visitante             |                       | Estadio                        | Árbitro               | Fecha                 | Hora                  | Zona     | TV       |          |
| --------------------- | ------------------------- | --- | --------------------- | --------------------- | ------------------------------ | --------------------- | --------------------- | --------------------- | -------- | -------- | -------- |
|                       | Naval                     | 3 - 3 (enlace roto disponible en Internet Archive; véase el historial, la primera versión y la última). | Deportes Concepción   |                       | CAP                            | Francisco Caamaño     | 5 de mayo             | 15:30                 | Sur      |          |          |
|                       | Deportes La Serena        | 1 - 2 (enlace roto disponible en Internet Archive; véase el historial, la primera versión y la última). | Deportes Copiapó      |                       | Bicentenario Francisco Sánchez | Franco Arrué          | 5 de mayo             | 15:30                 | Norte    |          |          |
|                       | Unión Temuco              | 1 - 0 (enlace roto disponible en Internet Archive; véase el historial, la primera versión y la última). | Lota Schwager         |                       | Bicentenario Germán Becker     | Cristián Droguett     | 5 de mayo             | 15:30                 | Sur      |          |          |
|                       | Santiago Morning          | 2 - 2 (enlace roto disponible en Internet Archive; véase el historial, la primera versión y la última). | Magallanes            |                       | Santiago Bueras                | René De la Rosa       | 5 de mayo             | 15:30                 | Norte    |          |          |
|                       | Unión San Felipe          | 2 - 1 (enlace roto disponible en Internet Archive; véase el historial, la primera versión y la última). | San Luis              |                       | Municipal de San Felipe        | Marcelo González      | 5 de mayo             | 15:30                 | Norte    |          |          |
|                       | Universidad de Concepción | 3 - 0 (enlace roto disponible en Internet Archive; véase el historial, la primera versión y la última). | Barnechea             |                       | Municipal Ester Roa            | Héctor Arcos          | 5 de mayo             | 15:30                 | Sur      |          |          |
| Libre: Coquimbo Unido | Libre: Coquimbo Unido     | Libre: Coquimbo Unido                                                                                   | Libre: Coquimbo Unido | Libre: Coquimbo Unido | Libre: Coquimbo Unido          | Libre: Coquimbo Unido | Libre: Coquimbo Unido | Libre: Coquimbo Unido | Norte    |          |          |
| Libre: Curicó Unido   | Libre: Curicó Unido       | Libre: Curicó Unido                                                                                     | Libre: Curicó Unido   | Libre: Curicó Unido   | Libre: Curicó Unido            | Libre: Curicó Unido   | Libre: Curicó Unido   | Libre: Curicó Unido   | Sur      |          |          |

| Fecha 14                | Fecha 14                | Fecha 14                                                                                                | Fecha 14                  | Fecha 14                | Fecha 14                       | Fecha 14                | Fecha 14                | Fecha 14                | Fecha 14 | Fecha 14 | Fecha 14 |
|                         | Local                   | Resultado                                                                                               | Visitante                 |                         | Estadio                        | Árbitro                 | Fecha                   | Hora                    | Zona     | TV       |          |
| ----------------------- | ----------------------- | --- | ------------------------- | ----------------------- | ------------------------------ | ----------------------- | ----------------------- | ----------------------- | -------- | -------- | -------- |
|                         | Magallanes              | 1 - 1 (enlace roto disponible en Internet Archive; véase el historial, la primera versión y la última). | Unión San Felipe          |                         | Santiago Bueras                | Cesar Deischler         | 12 de mayo              | 12:00                   | Norte    |          |          |
|                         | Coquimbo Unido          | 0 - 0 (enlace roto disponible en Internet Archive; véase el historial, la primera versión y la última). | Santiago Morning          |                         | Bicentenario Francisco Sánchez | Francisco Caamaño       | 12 de mayo              | 12:00                   | Norte    |          |          |
|                         | San Luis                | 1 - 2 (enlace roto disponible en Internet Archive; véase el historial, la primera versión y la última). | Deportes La Serena        |                         | Bicentenario Lucio Fariña      | Héctor Arcos            | 12 de mayo              | 12:00                   | Norte    |          |          |
|                         | Deportes Concepción     | 1 - 1 (enlace roto disponible en Internet Archive; véase el historial, la primera versión y la última). | Curicó Unido              |                         | Municipal Ester Roa            | Piero Maza              | 12 de mayo              | 12:00                   | Sur      |          |          |
|                         | Lota Schwager           | 0 - 0 (enlace roto disponible en Internet Archive; véase el historial, la primera versión y la última). | Universidad de Concepción |                         | Federico Schwager              | Franco Arrué            | 12 de mayo              | 12:00                   | Sur      |          |          |
|                         | Barnechea               | 3 - 2 (enlace roto disponible en Internet Archive; véase el historial, la primera versión y la última). | Naval                     |                         | Municipal de La Cisterna       | Nicolás Muñoz           | 12 de mayo              | 12:00                   | Sur      |          |          |
| Libre: Deportes Copiapó | Libre: Deportes Copiapó | Libre: Deportes Copiapó                                                                                 | Libre: Deportes Copiapó   | Libre: Deportes Copiapó | Libre: Deportes Copiapó        | Libre: Deportes Copiapó | Libre: Deportes Copiapó | Libre: Deportes Copiapó | Norte    |          |          |
| Libre: Unión Temuco     | Libre: Unión Temuco     | Libre: Unión Temuco                                                                                     | Libre: Unión Temuco       | Libre: Unión Temuco     | Libre: Unión Temuco            | Libre: Unión Temuco     | Libre: Unión Temuco     | Libre: Unión Temuco     | Sur      |          |          |

Fuente: Marcador del Torneo de Transición Primera B 2013 Archivado el 15 de julio de 2014 en Wayback Machine.

## Play Off por el ascenso
|  | Semifinal | Semifinal        | Semifinal        | Semifinal | Semifinal |   |  | Final        | Final | Final | Final | Final |
|  |           |                  |                  |           |           |   |  |              |       |       |       |       |
|  |           | Curicó Unido     | 2                | 1         | 3         |   |  |              |       |       |       |       |
|  |           | Magallanes       | 1                | 0         | 1         |   |  |              |       |       |       |       |
|  |           |                  |                  |           |           |   |  | Curicó Unido | 0     | 1     | 1     |       |
|  |           |                  | U. de Concepción | 1         | 1         | 2 |  |              |       |       |       |       |
|  |           | Coquimbo Unido   | 1                | 1         | 2         |   |  |              |       |       |       |       |
|  |           | U. de Concepción | 3                | 1         | 4         |   |  |              |       |       |       |       |

- Nota: En cada llave, el equipo ubicado en la primera línea es el que ejerce la localía en el partido de vuelta.

### Semifinales

#### Resolución de ambas llaves
Si al final del segundo partido de una o las 2 semifinales, los clubes hubieran resultado igualados en puntaje, clasificará a la final del torneo, se resolverán de la siguiente manera:
- El equipo que presente la mejor diferencia entre los goles marcados y recibidos en los respectivos partidos. No serán válidos los goles de visita en las 2 llaves.
- El equipo que resulte triunfador en una serie de lanzamientos penales, que se efectúen si se produce empate en el marcador global de una o las 2 llaves, de acuerdo a las normas impartidas por la International F.A. Board.

##### Curicó Unido vs Magallanes
| 15 de mayo de 2013, 20:00 | Magallanes | 1:2 (0:1) | Curicó Unido               | Nacional, Ñuñoa (Santiago)                              |                                                         |
|                           | Alaníz 65' | Reporte   | Bechtholdt 1' · Churín 79' | Asistencia: 3.281 espectadores Árbitro(s): Carlos Ulloa | Asistencia: 3.281 espectadores Árbitro(s): Carlos Ulloa |

| 19 de mayo de 2013, 18:30 | Curicó Unido      | 1:0 (1:0) | Magallanes | La Granja, Curicó                                        |                                                          |
|                           | Churín 45' (pen.) | Reporte   |            | Asistencia: 5.232 espectadores Árbitro(s): Enrique Osses | Asistencia: 5.232 espectadores Árbitro(s): Enrique Osses |

- Curicó Unido ganó 3-1 en el marcador global y avanza a la final.

##### Coquimbo Unido vs Universidad de Concepción
| 15 de mayo de 2013, 20:00 | U. de Concepción           | 3:1 (1:1) | Coquimbo Unido | Municipal de Concepción, Concepción (Concepción)        |                                                         |
|                           | Lepe 33' 89' · Aguirre 77' | Reporte   | Muñoz 31'      | Asistencia: 1.824 espectadores Árbitro(s): Claudio Puga | Asistencia: 1.824 espectadores Árbitro(s): Claudio Puga |

| 18 de mayo de 2013, 20:00 | Coquimbo Unido | 1:1 (1:0) | U. de Concepción | Francisco Sánchez Rumoroso, Coquimbo                      |                                                           |
|                           | Grabowski 9'   | Reporte   | Carvallo 60'     | Asistencia: 8.923 espectadores Árbitro(s): Eduardo Gamboa | Asistencia: 8.923 espectadores Árbitro(s): Eduardo Gamboa |

- Universidad de Concepción ganó 4-2 en el marcador global y avanza a la final.

### Final

#### Resolución de la llave
Si al final del segundo partido de la final los clubes hubieran resultado igualados en puntaje, el club que asciende a la Primera División se resolverá de la siguiente manera:
- El equipo que presente la mejor diferencia entre los goles marcados y recibidos en los respectivos partidos. No serán válidos los goles de visita en las 2 llaves.
- El equipo que resulte triunfador en una serie de lanzamientos penales, que se efectúen si se produce empate en el marcador global de una o las 2 llaves, de acuerdo a las normas impartidas por la International F.A. Board.

##### Curicó Unido vs Universidad de Concepción
| 22 de mayo de 2013, 19:00 | U. de Concepción | 1:0 (1:0) | Curicó Unido | Municipal de Concepción, Concepción (Concepción)         |                                                          |
|                           | Vargas 7'        | Reporte   |              | Asistencia: 3.953 espectadores Árbitro(s): Manuel Acosta | Asistencia: 3.953 espectadores Árbitro(s): Manuel Acosta |

| 26 de mayo de 2013, 12:00 | Curicó Unido      | 1:1 (1:0) | U. de Concepción | La Granja, Curicó                                       |                                                         |
|                           | Churín 41' (pen.) | Reporte   | Cabral 65'       | Asistencia: 6.797 espectadores Árbitro(s): Carlos Ulloa | Asistencia: 6.797 espectadores Árbitro(s): Carlos Ulloa |

- Universidad de Concepción ganó 2-1 en el marcador global, se titula Campeón del Torneo de Transición de la Primera B 2013, y asciende directamente a la Primera División. En tanto, Curicó Unido jugará la Liguilla de Promoción ante Cobresal

| Chile                                                           |
| Universidad de Concepción 1º Título Asciende a Primera División |

## Liguilla de promoción contra Primera División

### Detalles
La disputarán Cobresal, que terminó en el puesto 17º de la Tabla del promedio de coeficiente de rendimiento de la Primera División, contra Curicó Unido, equipo que resultó ser el subcampeón del Torneo de Transición de la Primera B 2013, cuya llave se jugará en partidos de ida y vuelta respectivamente.
Cobresal disputa esta liguilla de Promoción, por segundo año consecutivo (ya venció a Barnechea el año pasado) y quería ganarlo nuevamente, esta vez frente a un Curicó Unido, que aún no se sacaba la espina, de perder el título del Torneo de Transición de la Primera B en su estadio, frente a un duro rival como es la Universidad de Concepción, que arruinó el sueño de los curicanos de ascender automáticamente. Curicó Unido no disputaba la Liguilla de Promoción desde la temporada 2010, cuando la perdió justamente el elenco del "campanil" y tendría una nueva oportunidad de ascender por esta vía, frente a un rival que se convirtió ahora, en el equipo que más Liguillas de Promoción ha disputado en la historia.
En la ida jugada en Curicó y con el arbitraje de Julio Bascuñán, curicanos y mineros protagonizaron un entretenido partido, que finalmente terminó sin goles por lado. Este empate en el Estadio La Granja, dejó a Cobresal con la primera opción, de permanecer en la Primera División para la revancha del domingo 2 de julio, en el Estadio El Cobre de El Salvador y con arbitraje de Eduardo Gamboa. Precisamente en la revancha jugada en el norte, Jean Paul Pineda, Ever Cantero y Lucas Parodi anotaron los goles de los mineros, que aseguraron su permanencia en Primera División y arruinaron el sueño de los curicanos, de llegar a la máxima categoría, por segunda vez en su historia. Curicó Unido sufrió el mismo síndrome de Barnechea, de verse perjudicado por el horario del partido, el calor y la altura que había en El Salvador.

### Resolución de la llave
Si al final del segundo partido de la llave, los clubes hubieran resultado igualados en puntaje, permanece en la Primera División (en caso de que gane Cobresal) o asciende a la Primera División (en caso de que gane Curicó Unido), se resolverán de la siguiente manera:
- El equipo que presente la mejor diferencia entre los goles marcados y recibidos en los respectivos partidos. No serán válidos los goles de visita en las 2 llaves.
- El equipo que resulte triunfador en una serie de lanzamientos penales, que se efectúen si se produce empate en el marcador global de una o las 2 llaves, de acuerdo a las normas impartidas por la International F.A. Board.

#### Cobresal vs Curicó Unido
| 29 de mayo de 2013, 20:00 | Curicó Unido | 0:0 (0:0) | Cobresal | Estadio La Granja, Curicó (Curicó)                        |                                                           |
|                           |              | Reporte   |          | Asistencia: 3.110 espectadores Árbitro(s): Julio Bascuñán | Asistencia: 3.110 espectadores Árbitro(s): Julio Bascuñán |

| 2 de junio de 2013, 15:30 | Cobresal                              | 3:0 (1:0) | Curicó Unido | El Cobre, El Salvador                                     |                                                           |
|                           | Pineda 40' · Cantero 46' · Parodi 67' | Reporte   |              | Asistencia: 2.663 espectadores Árbitro(s): Eduardo Gamboa | Asistencia: 2.663 espectadores Árbitro(s): Eduardo Gamboa |

- Cobresal ganó 3-0 en el marcador global y se mantiene en Primera División.

## Liguilla de promoción contra Segunda División

### Detalles
La disputarán Deportes Copiapó que terminó, en el puesto 14º de la Tabla del promedio de coeficiente de rendimiento de la Primera B, contra Iberia que se coronó campeón del Torneo de Transición de la Segunda División 2013, cuya llave se jugará en partidos de ida y vuelta respectivamente.
Ambos equipos ya se enfrentaron en el Campeonato de Segunda División del año pasado; En ese momento, Iberia fue el campeón de dicho torneo, pero fue Deportes Copiapó el que finalmente subió a la Primera B, a través de un playoffs que enfrentaban al campeón y subcampeón de Segunda y Tercera División respectivamente. Ahora se enfrentaban por un cupo en el próximo torneo de la Primera B, donde los copiapinos quieren permanecer a toda costa, ya que accedieron a esta instancia, por culpa de Deportes La Serena, equipo que lo mandó a esta liguilla por el promedio de coeficiente de rendimiento, luego de que los serenenses derrotaron como visitantes a San Luis de Quillota por 2 goles a 1. En tanto, Iberia logró el bicampeonato de la Segunda División tras vencer como visitantes a Deportes Temuco por 3 a 0 y ahora luchaba por volver a la Primera B, luego de 21 años de ausencia, ya que no estaba en la Primera B desde 1992, cuando descendieron siendo últimos en el campeonato anual de ese año.
En la ida jugada en Los Ángeles y con el arbitraje de Carlos Ulloa, iberianos y copiapinos realizaron un partido no apto para cardíacos y que terminó con un empate a un gol por lado. Ya que Carlos Ross puso en ventaja a los nortinos a los 24 minutos, pero a 13 minutos del final del partido, el mediocampista Álvaro Torres logró el empate para los sureños y dejó la llave abierta, para la revancha del domingo 2 de junio, en el Estadio Bicentenario Luis Valenzuela Hermosilla y con arbitraje de Patricio Polic. En la revancha jugada en Copiapó, el equipo local fue totalmente superior a su rival y lo aplastó por 4 a 1, logrando la permanencia en la Primera B y arruinó el sueño del equipo de Ronald Fuentes, de volver nuevamente a la Primera B, después de 21 años de ausencia

### Resolución de la llave
Si al final del segundo partido de la llave, los clubes hubieran resultado igualados en puntaje, permanece en la Primera B (en caso de que gane Deportes Copiapó) o asciende a la Primera B (en caso de que gane Iberia), se resolverán de la siguiente manera:
- El equipo que presente la mejor diferencia entre los goles marcados y recibidos en los respectivos partidos. No serán válidos los goles de visita en las 2 llaves.
- El equipo que resulte triunfador en una serie de lanzamientos penales, que se efectúen si se produce empate en el marcador global de una o las 2 llaves, de acuerdo a las normas impartidas por la International F.A. Board.

#### Deportes Copiapó vs Iberia
| 29 de mayo de 2013, 19:00 | Iberia     | 1:1 (0:1) | Deportes Copiapó | Municipal, Los Ángeles                                  |                                                         |
|                           | Torres 77' | Reporte   | Ross 20'         | Asistencia: 5.000 espectadores Árbitro(s): Carlos Ulloa | Asistencia: 5.000 espectadores Árbitro(s): Carlos Ulloa |

| 2 de junio de 2013, 15:30 | Deportes Copiapó                                | 4:1 (1:0) | Iberia       | Luis Valenzuela Hermosilla, Copiapó                       |                                                           |
|                           | Comba 36' · Parada 51' · Muñoz 77' · Ross 86' · | Reporte   | Gálvez 48' · | Asistencia: 5.437 espectadores Árbitro(s): Patricio Polic | Asistencia: 5.437 espectadores Árbitro(s): Patricio Polic |

- Deportes Copiapó ganó 5-2 en el marcador global y se mantiene en Primera B.

## Estadísticas
Fecha de actualización: 26 de mayo de 2013

Simbología:

: Goles anotados.

| Jugador          | Equipo           | Goles anotados |
| ---------------- | ---------------- | -------------- |
| Mario Pierani    | Coquimbo Unido   | 8              |
| Diego Churín     | Curicó Unido     | 8              |
| Matías Campos    | San Luis         | 6              |
| Gabriel Vargas   | U. de Concepción | 6              |
| Luis Fernández   | Magallanes       | 5              |
| Cristian Ledesma | Naval            | 5              |
| Patricio Schwob  | Unión Temuco     | 5              |
| Pedro Muñoz      | U. de Concepción | 5              |

- Nota: En cursiva aparecen los nombres de jugadores cuyos equipos disputan la Liguilla de Promoción.

## Asistencia a los estadios

### 20 partidos con mayor asistencia
| Fecha     | Estadio                        | Ciudad           | Local                     | Visita                    | Público |
| --------- | ------------------------------ | ---------------- | ------------------------- | ------------------------- | ------- |
| 9         | Francisco Sánchez Rumoroso     | Coquimbo         | Coquimbo Unido            | Deportes La Serena        | 12.102  |
| 4         | Francisco Sánchez Rumoroso     | Coquimbo         | Coquimbo Unido            | Deportes Copiapó          | 9.542   |
| Semifinal | Francisco Sánchez Rumoroso     | Coquimbo         | Coquimbo Unido            | Universidad de Concepción | 8.923   |
| 1         | Francisco Sánchez Rumoroso     | Coquimbo         | Coquimbo Unido            | Unión San Felipe          | 8.350   |
| 2         | La Portada                     | La Serena        | Deportes La Serena        | Coquimbo Unido            | 7.985   |
| Final     | La Granja                      | Curicó           | Curicó Unido              | Universidad de Concepción | 7.000   |
| 5         | Francisco Sánchez Rumoroso     | Coquimbo         | Coquimbo Unido            | Magallanes                | 5.734   |
| Semifinal | La Granja                      | Curicó           | Curicó Unido              | Magallanes                | 5.232   |
| 6         | Municipal Ester Roa ("Collao") | Concepción       | Deportes Concepción       | Deportes Naval            | 5.004   |
| Final     | Municipal Ester Roa ("Collao") | Concepción       | Universidad de Concepción | Curicó Unido              | 3.953   |
| 4         | La Granja                      | Curicó           | Curicó Unido              | Universidad de Concepción | 3.940   |
| 5         | Municipal Ester Roa ("Collao") | Concepción       | Universidad de Concepción | Deportes Concepción       | 3.888   |
| 4         | Municipal Ester Roa ("Collao") | Concepción       | Deportes Concepción       | Unión Temuco              | 3.461   |
| Semifinal | Nacional                       | Ñuñoa (Santiago) | Magallanes                | Curicó Unido              | 3.281   |
| 8         | La Granja                      | Curicó           | Curicó Unido              | Barnechea                 | 3.029   |
| 2         | Municipal Ester Roa ("Collao") | Concepción       | Deportes Concepción       | Barnechea                 | 3.000   |
| 7         | La Granja                      | Curicó           | Curicó Unido              | Deportes Concepción       | 2.930   |
| 4         | Luis Valenzuela                | Copiapó          | Deportes Copiapó          | Santiago Morning          | 2.600   |
| 2         | La Granja                      | Curicó           | Curicó Unido              | Lota Schwager             | 2.154   |
| 8         | El Morro                       | Talcahuano       | Deportes Naval            | Lota Schwager             | 2.010   |
| 3         | Municipal Ester Roa ("Collao") | Concepción       | Universidad de Concepción | Deportes Naval            | 1993    |

*Nota: Todos los números según Plan Estadio Seguro  (enlace roto disponible en Internet Archive; véase el historial, la primera versión y la última)..